# Розпарування спінів
Розпарува́ння спі́нів (рос. развязка спинов, англ. spin decoupling) — виведення зі спряження спінів ядер, що викликає появу мультиплетної структури ліній ядерного магнітного резонансу під час спостереження резонансного сигналу ядер з одним спіном внаслідок дії на досліджувану речовину додаткового змінного магнітного поля з резонансною частотою, характерною для ядер з іншим спіном. Методика застосовується при аналізі складних спектрів ЯМР.